# Michael Ritchie
Michael Ritchie (Waukesha, 28 novembre 1938 – New York, 16 aprile 2001) è stato un regista statunitense, estremamente prolifico a cavallo degli anni 1980.

## Vita privata
Ritchie è morto all'età di 62 anni per cancro alla prostata.

## Filmografia
- Gli spericolati (Downhill Racer, 1969)
- Arma da taglio (Prime Cut, 1971)
- Il candidato (The Candidate, 1972)
- Sorridi (Smile, 1975)
- Che botte se incontri gli "Orsi" (The Bad News Bears, 1976)
- Un gioco da duri (Semi-Tough, 1977)
- Un amore perfetto o quasi (An Almost Perfect Affair, 1979)
- L'isola (The Island, 1980)
- Come ti ammazzo un killer (The Survivors, 1983)
- Fletch - Un colpo da prima pagina (Fletch, 1985)
- Una bionda per i Wildcats (Wildcats, 1986)
- Il bambino d'oro (The Golden Child, 1986)
- Lo strizzacervelli (The Couch Trip, 1988)
- Fletch - Cronista d'assalto (Fletch Lives, 1989)
- La notte dell'imbroglio (Diggstown, 1992)
- Poliziotti a domicilio (Cops and Robbersons, 1994)
- Un colpo da campione (The Scout, 1994)
- Un semplice desiderio (A Simple Wish, 1997)